# Javier Muñoz Arévalo
|  | «Javi Muñoz» redirigeix aquí. Vegeu-ne altres significats a «Javier Muñoz (desambiguació)». |

Javier Muñoz Arévalo (Sevilla, 27 de gener de 1982), més conegut com a Javi Muñoz, és un futbolista andalús que ocupa la posició de porter.

## Trajectòria
Sorgeix del planter del Sevilla FC, jugant amb el primer filial a la campanya 03/04. L'any següent fitxa pel Màlaga CF, que l'incorpora al seu equip B, en aquella època a Segona Divisió, on disputa 21 partits amb els mal·lacitans. No arriba a debutar a la màxima categoria amb el primer equip.
La temporada 06/07 marxa al Rayo Vallecano, al qual seguiria la UD Vecindario (07/08) i CD Lugo (08/09). L'estiu del 2009 fitxa per CF Atlético Ciudad.